# Höglandstorget

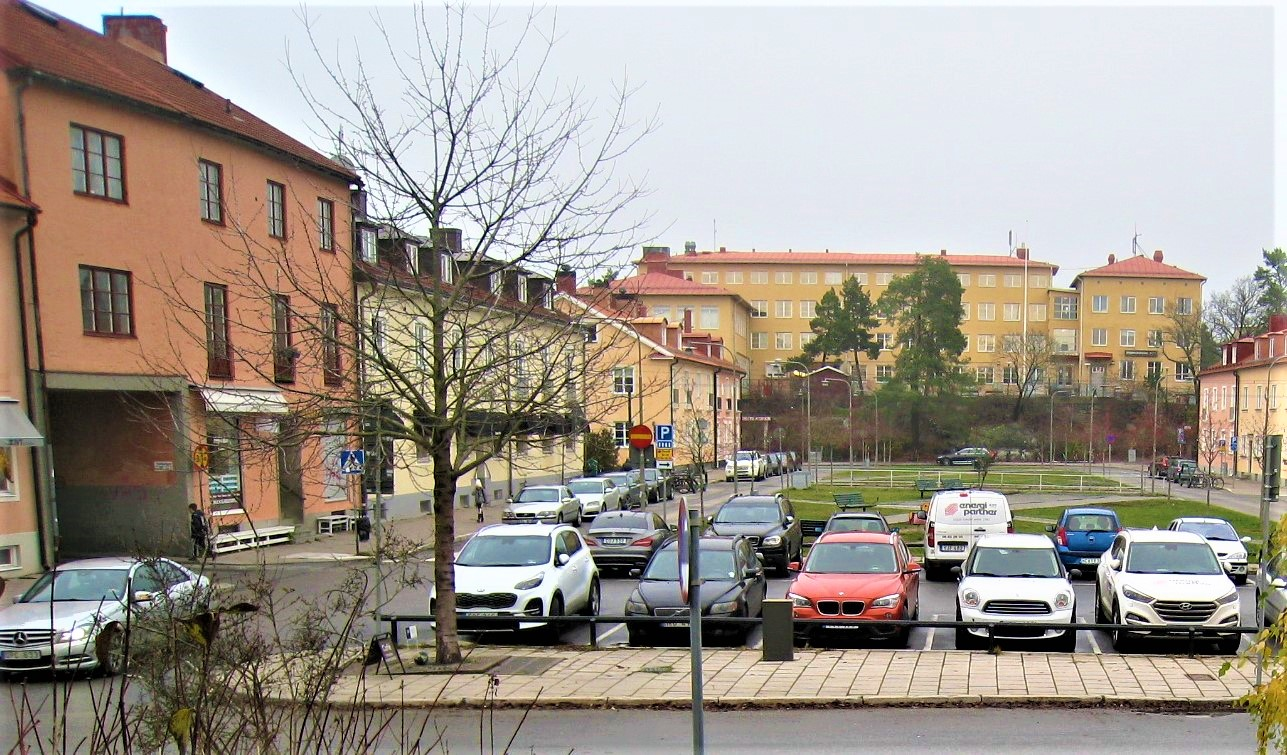
Höglandstorget, vy mot Höglandsskolan.

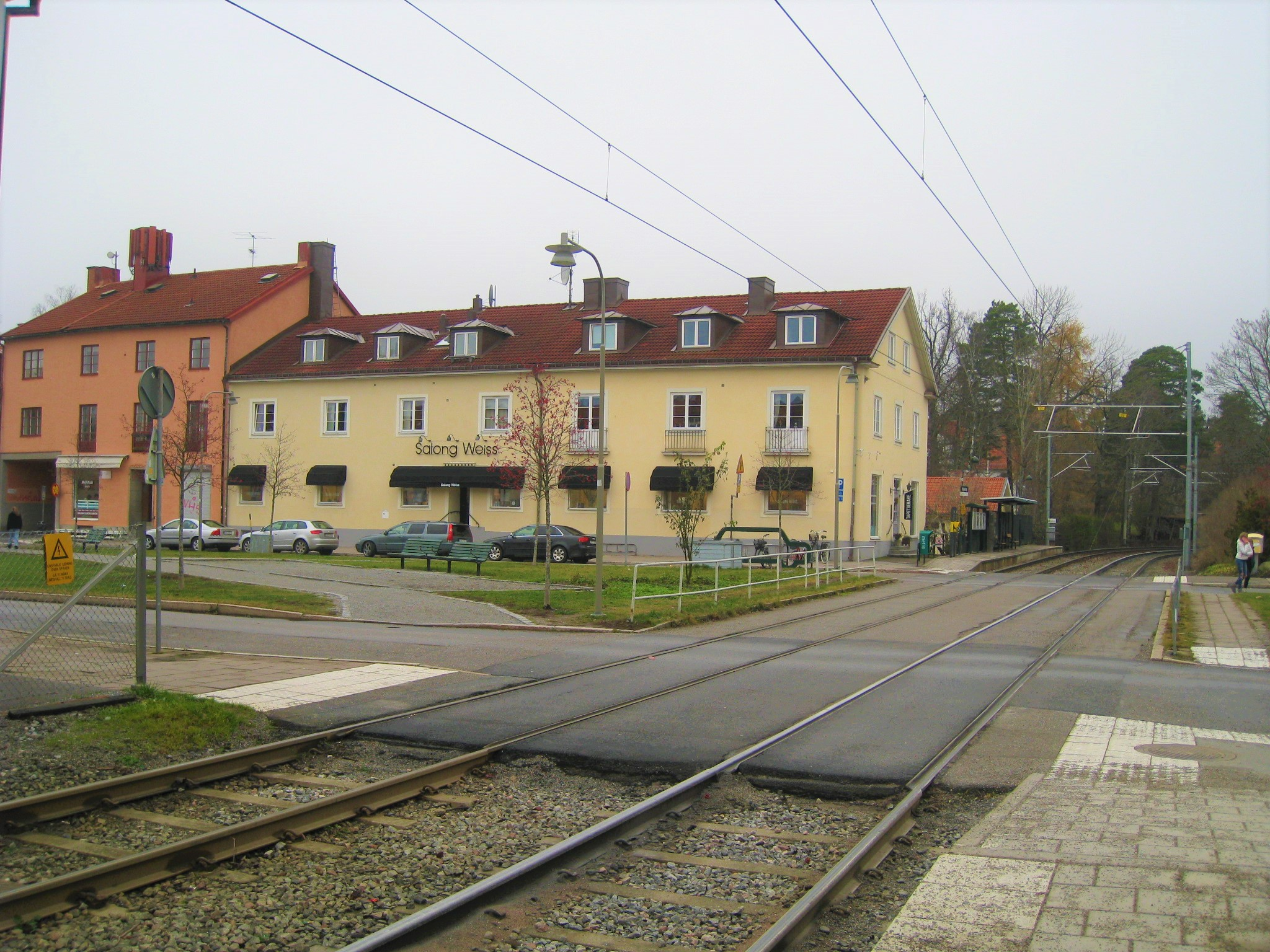
Höglandstorget vid spårvägen.

Höglandstorget är ett stadsdelscentrum i Höglandet i Bromma i Västerort inom Stockholms kommun. Höglandet är en del av Bromma trädgårdsstad. År 1926 invigdes Höglandstorgets spårvägshållplats på Nockebybanan och stationen vid Höglandstorget var ändhållplats till 1929. Efter att Höglandstorget fått sitt namn 1925 nyskapades den nya stadsdelen Höglandet 1934. Höglandstorget är den centrala platsen inom Höglandet, som var ett nyskapat namn. Från början var det ett affärstorg, men under årens lopp har antalet affärer tunnats ut avsevärt. Affärerna vid torget har haft svårt att överleva liksom vid många andra av stadens torg, i Bromma till exempel vid Smedslättstorget (1923), som är det äldsta av de typiska 1920-talstorgen, som fanns efter 12:ans spårvagnslinje på Nockebybanan, Ålstenstorget (1924) eller Nockeby torg (1929).
Höglandstorget omges i norr av Höglandsskolan i kvarteret Odet, i söder av hus vid Nockebyvägen i kvarteret Journalisten, mot öster av flerbostadshus i kvarteret Tänkespråket och mot väster av flerbostadshus i kvarteret Dikten. Bebyggelsen vid Höglandstorget uppfördes  åren 1925-1930 sedan staden antagit en stadsplan för området. Höglandstorget blev inom kort en populär del av stadsdelen Höglandet.

## Historik
Den huvudsakliga bebyggelsen runt Höglandstorget uppfördes under perioden 1925-1933. Ännu i slutet av 1800-talet fanns den enda bebyggelsen vid Grönvik och det området hörde under 1800-talet till Ålstens gård. Grönviks område kallades före 1931 för Lilla Nockebyhov. Före 1934 hette stadsdelen Höglandet Västra Ålsten. Själva stadsdelen Höglandet fick sitt namn 1934 och namnet syftar på den höglänta terrängen.
Höglandstorgets bebyggelsemiljö speglar 1920-talets klassicistiska ideal. Husen kring torget består av småskaliga flerbostadshus med sadeltak, putsade fasader och en symmetrisk fönstersättning. Byggnaderna ligger nära trottoar och gata med trädgårdar på baksidan. Stadsdelen Höglandet och bebyggelsen inom planområdet är inte upptagen i varken Riksantikvarieämbetets bebyggelseregister eller Stockholms stadsmuseums klassificering.
Vid Höglandstorgets norra ände startade Höglandsskolan som privatskola 1930. Skolan hade startat 1930 i en villa på Hackspettsvägen i Ålsten. Skolbyggnaden uppfördes 1932 efter ritningar av arkitekterna Karl W. Ottesen och Gustaf Birch-Lindgren. Vid Höglandstorget ligger även biografen Höglandsbiografen (Höglandsbio), som byggdes 1936 som annex till Höglandsskolan, fem år efter att skolan tagits i bruk 1931 och den sammanbyggdes med skolans huvudbyggnad. Det var samma arkitekter som stod för biografbyggnadens utformning. Höglandsbiografen vid Höglandstorget invigdes 1936 under namnet Höglandsbio.
Den näraliggande Höglandsparken, som fick sitt namn 1924 och det var ett område med "en klippig och höglänt skogsmark". Parken ligger utefter Nockebyvägen, som börjar vid Grönviksskälet och går genom hela Höglandet fram till Nockeby torg.

## Historiska bilder

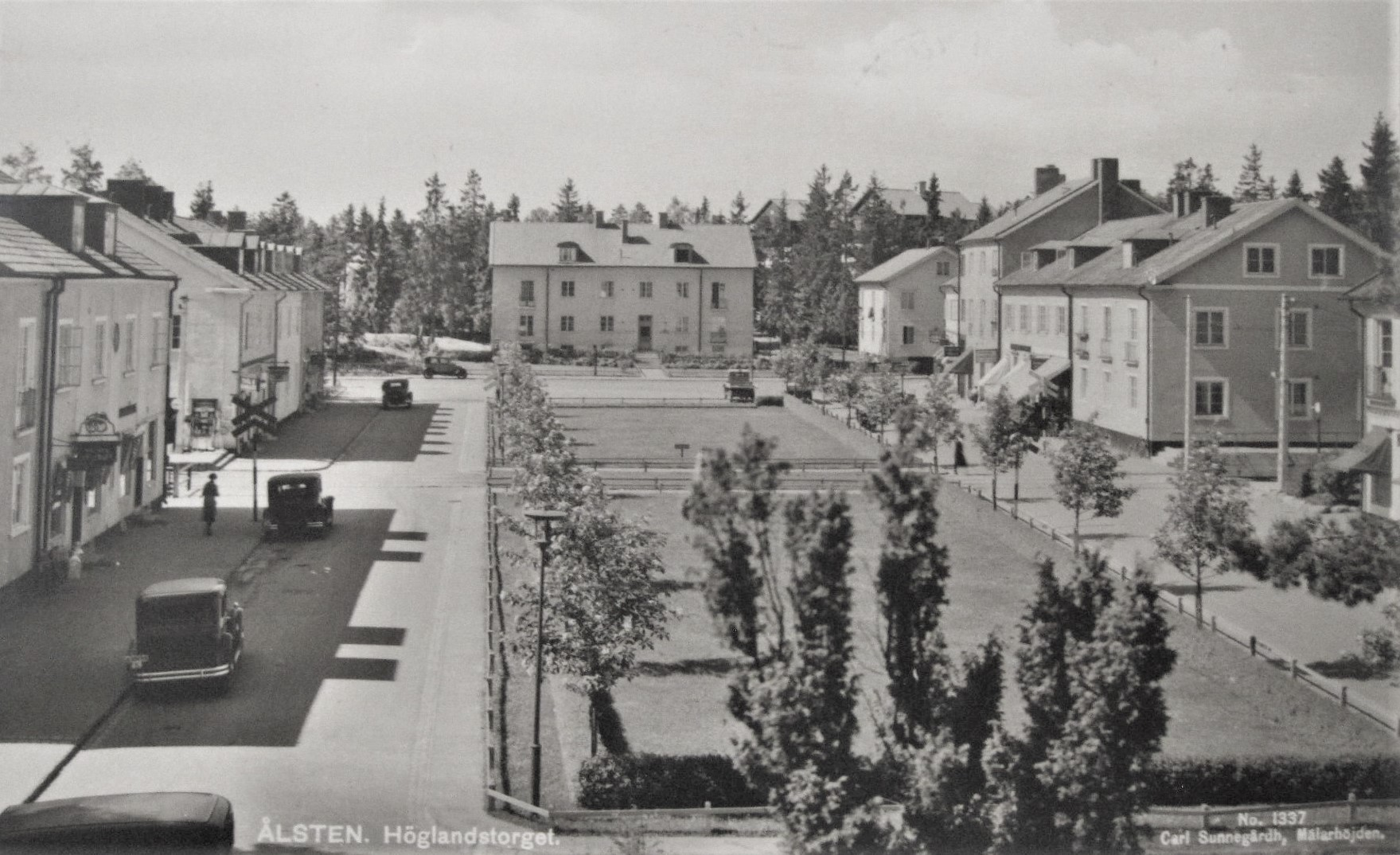
Höglandstorget, vy mot Nockebyvägen, 1931, det nybyggda torget är omringat av staket och har nyplanterade träd, spårvägen korsar torget.
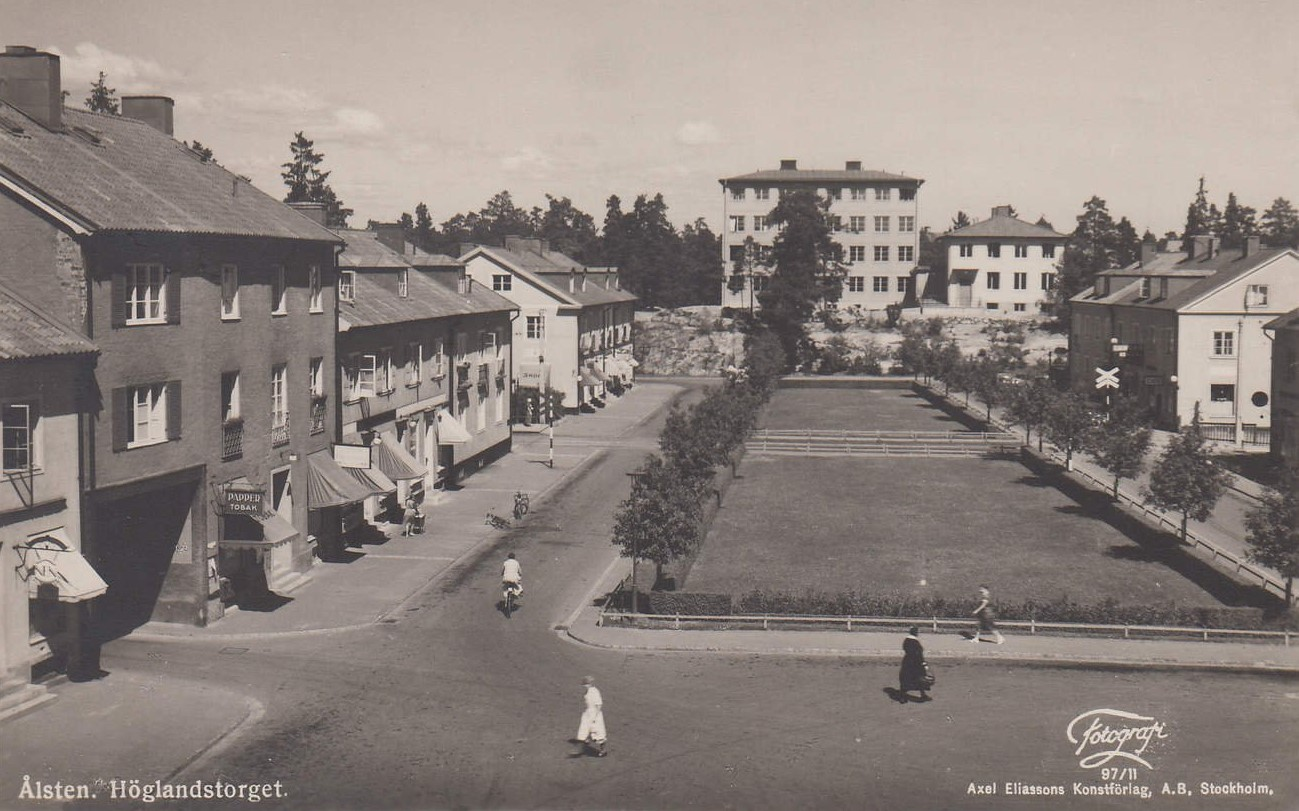
Höglandstorget, vy mot Höglandsskolan, 1935. Höglandsbiografen var ännu inte byggd. Planteringen omringas av staket och nyplanterade träd.
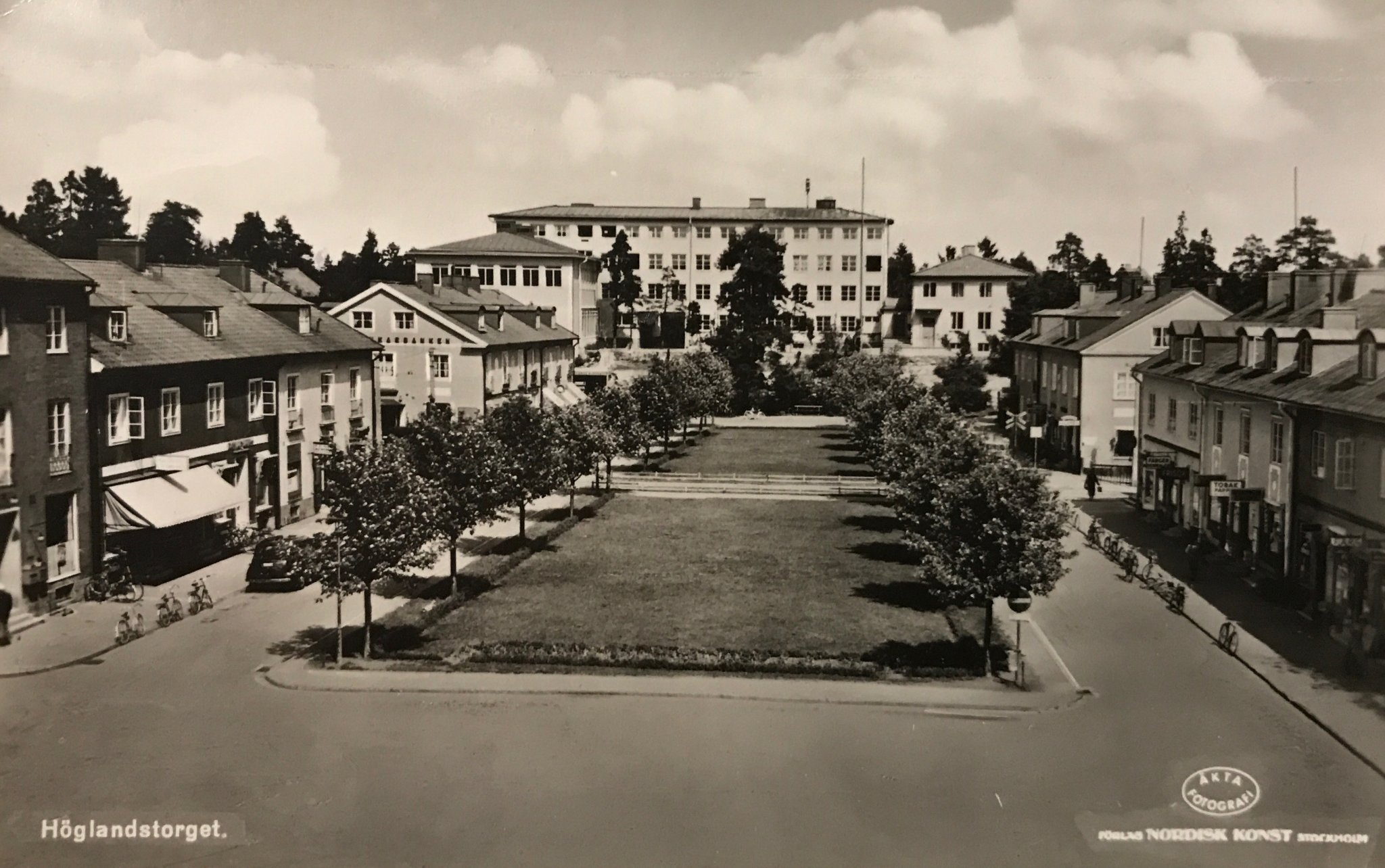
Höglandstorget, vy mot Höglandsskolan, 1943. Höglandsbiografen är byggd. Staketet runt planteringen är borttagen, träden har vuxit.
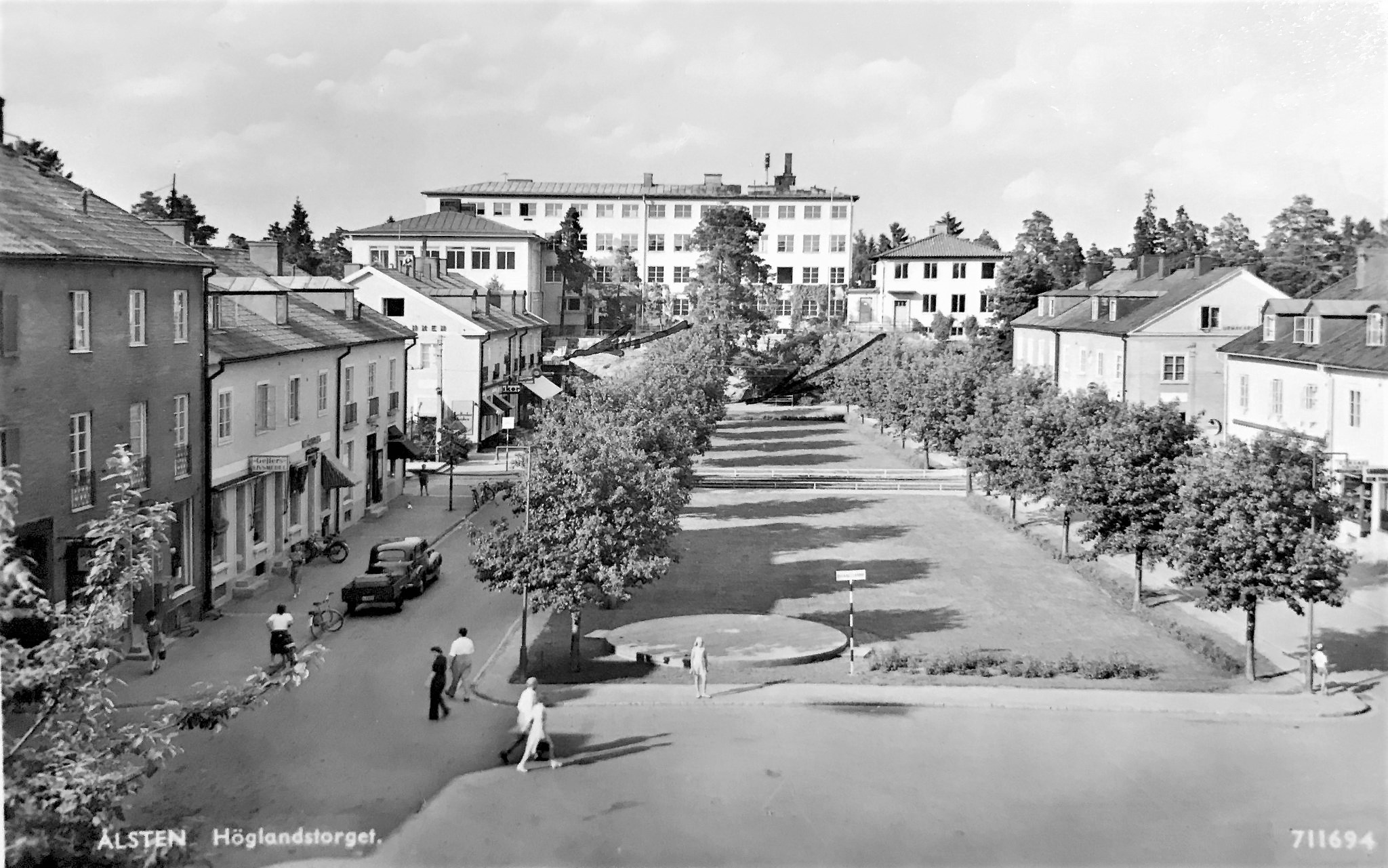
Höglandstorget, vy mot Höglandsskolan. På 1940-talet fanns det många affärer kring torget.
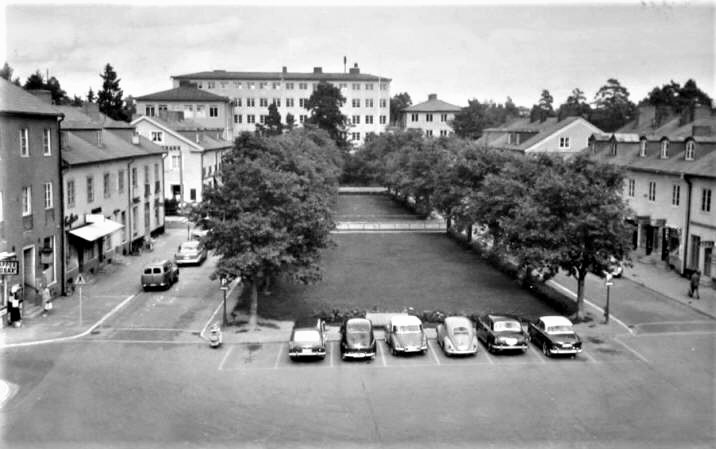
Höglandstorget, vy mot Höglandsskolan, 1960-talet. Parkeringsplatser vid planteringen har tillkommit.

## Nutida bilder

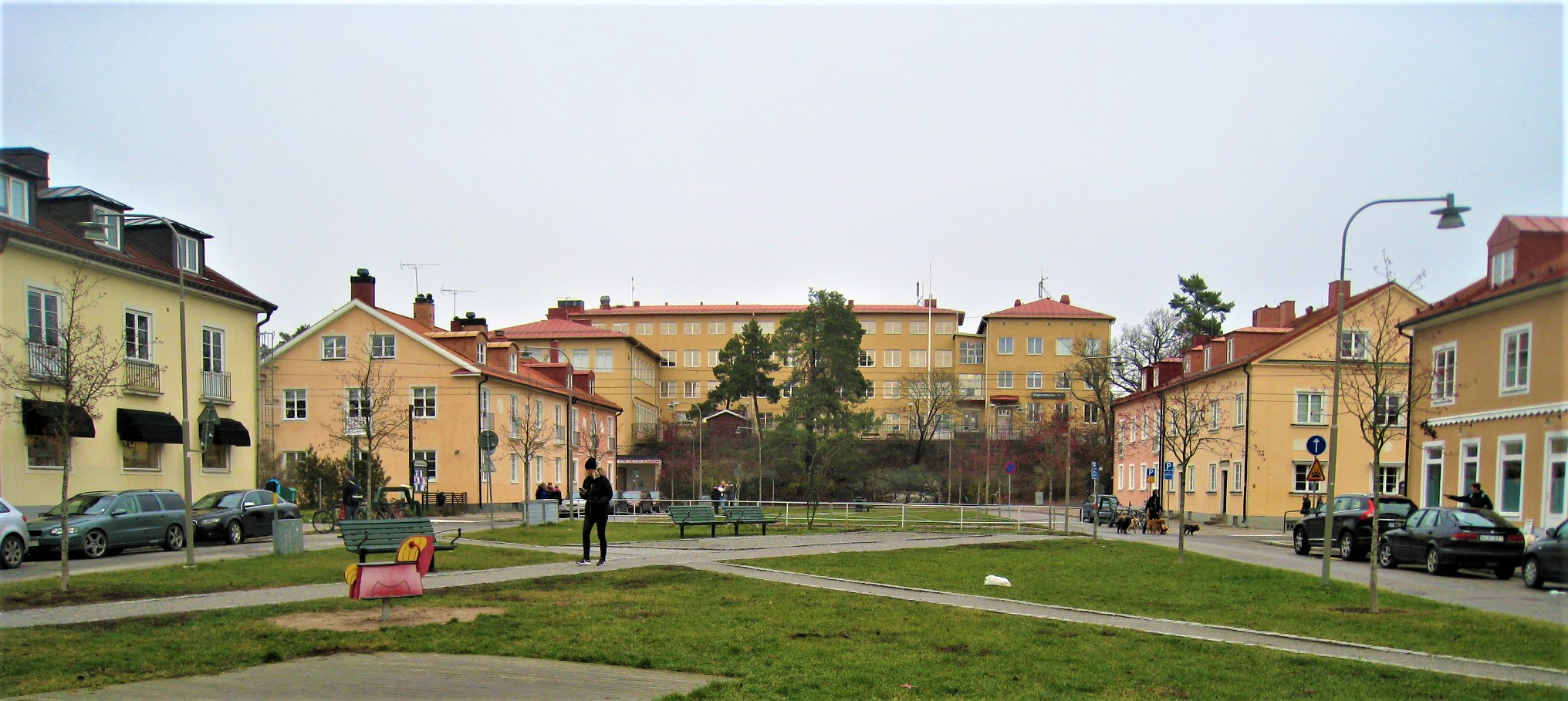
Höglandstorget, vy mot Höglandsskolan i norr.
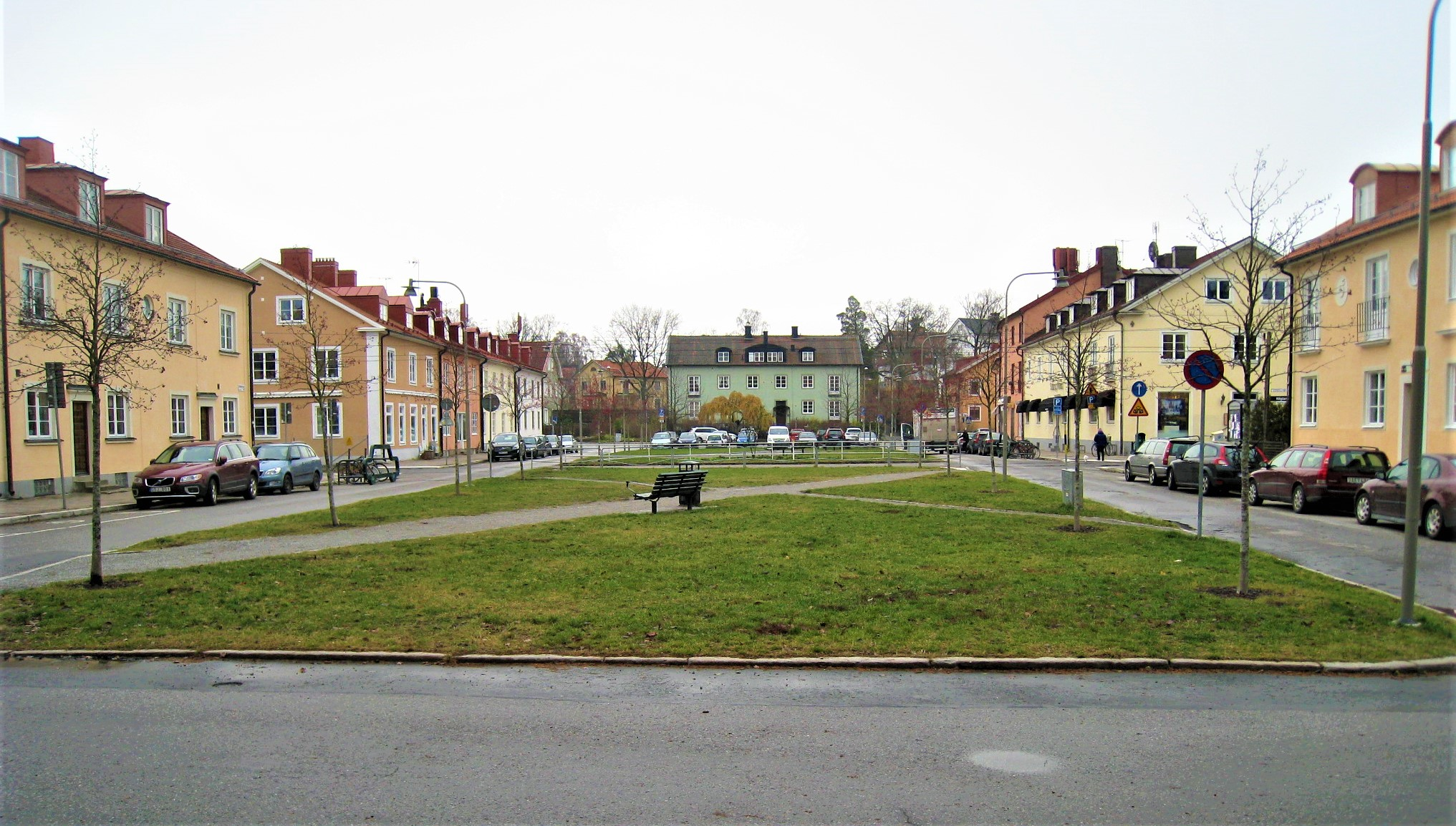
Höglandstorget, vy mot Nockebyvägen i söder.
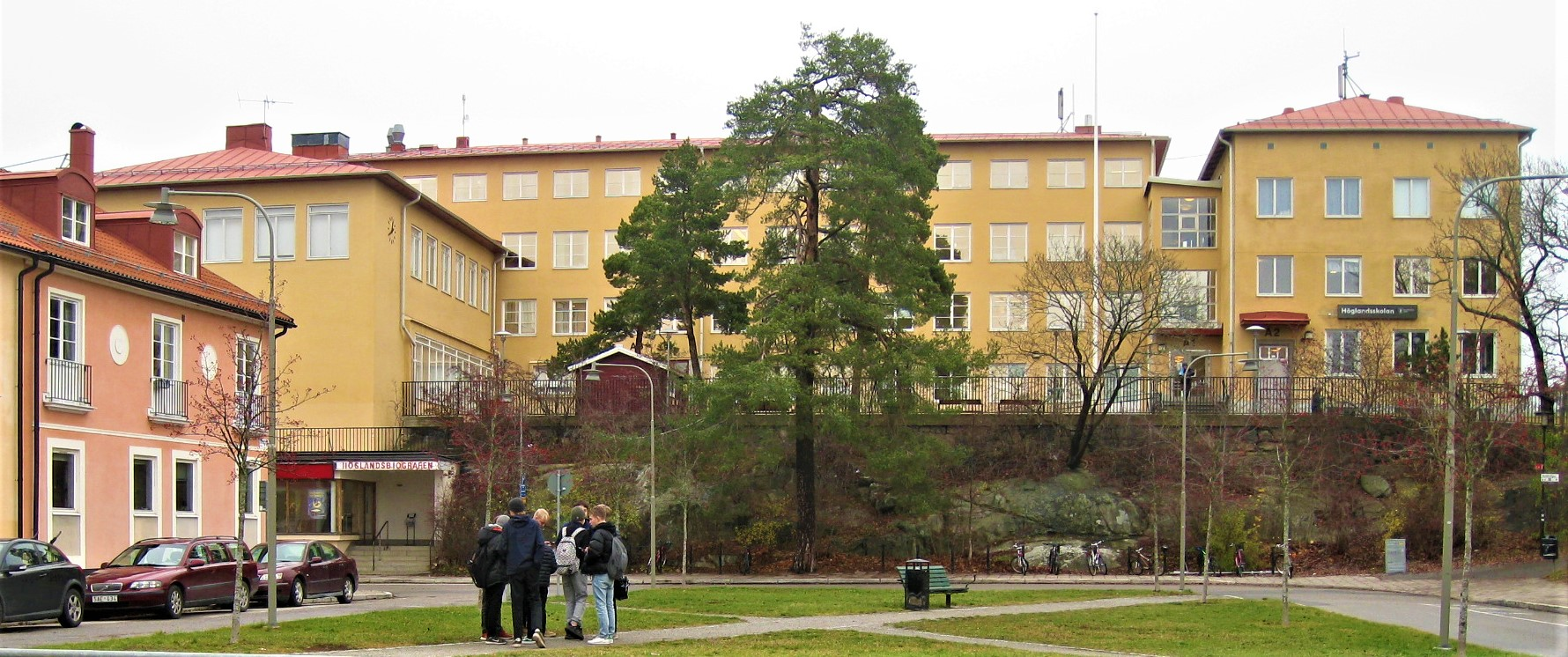
Vy mot Höglandsskolan i norr vid fonden av torget.
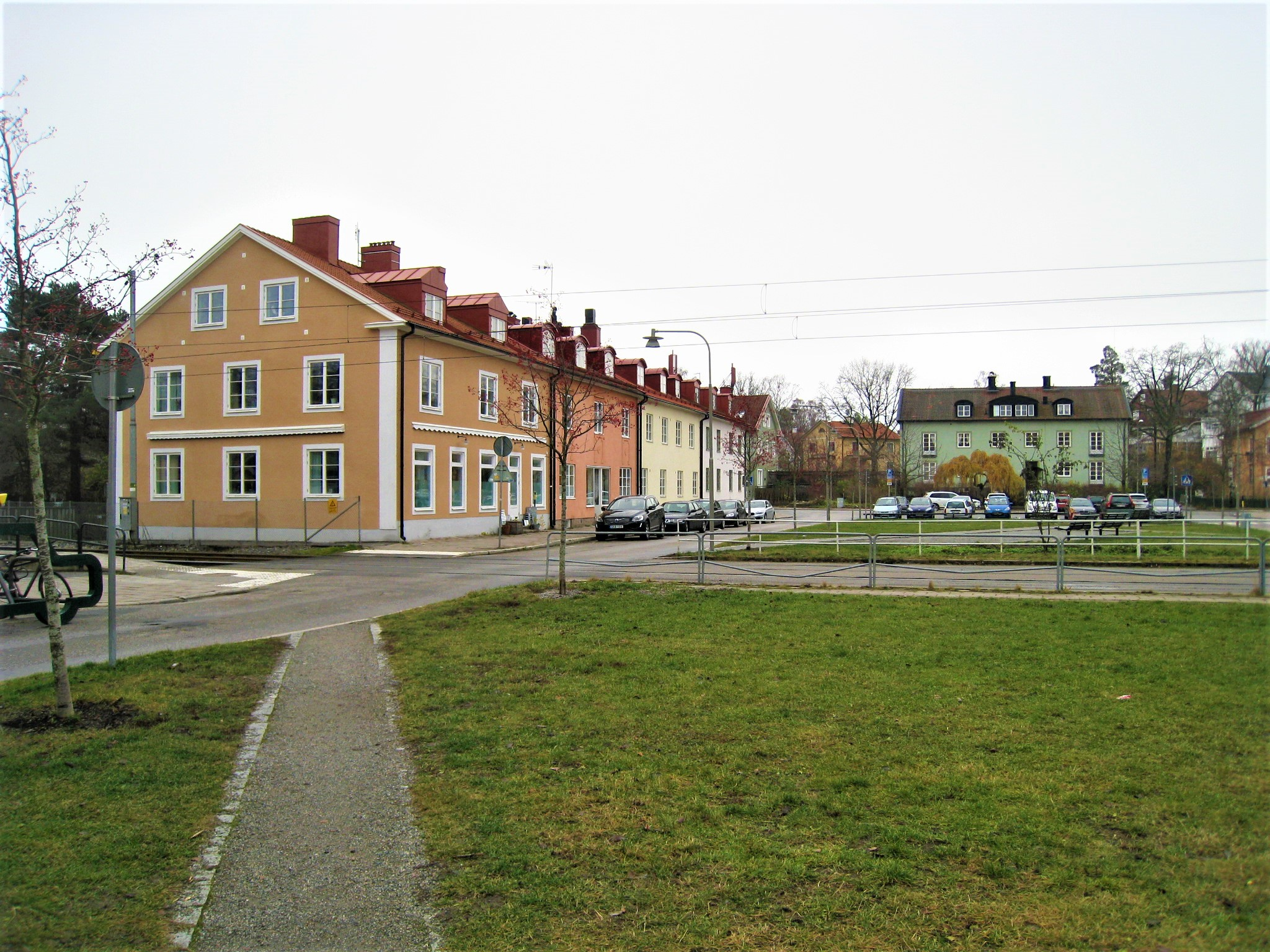
Vy mot Nockebyvägen i söder.
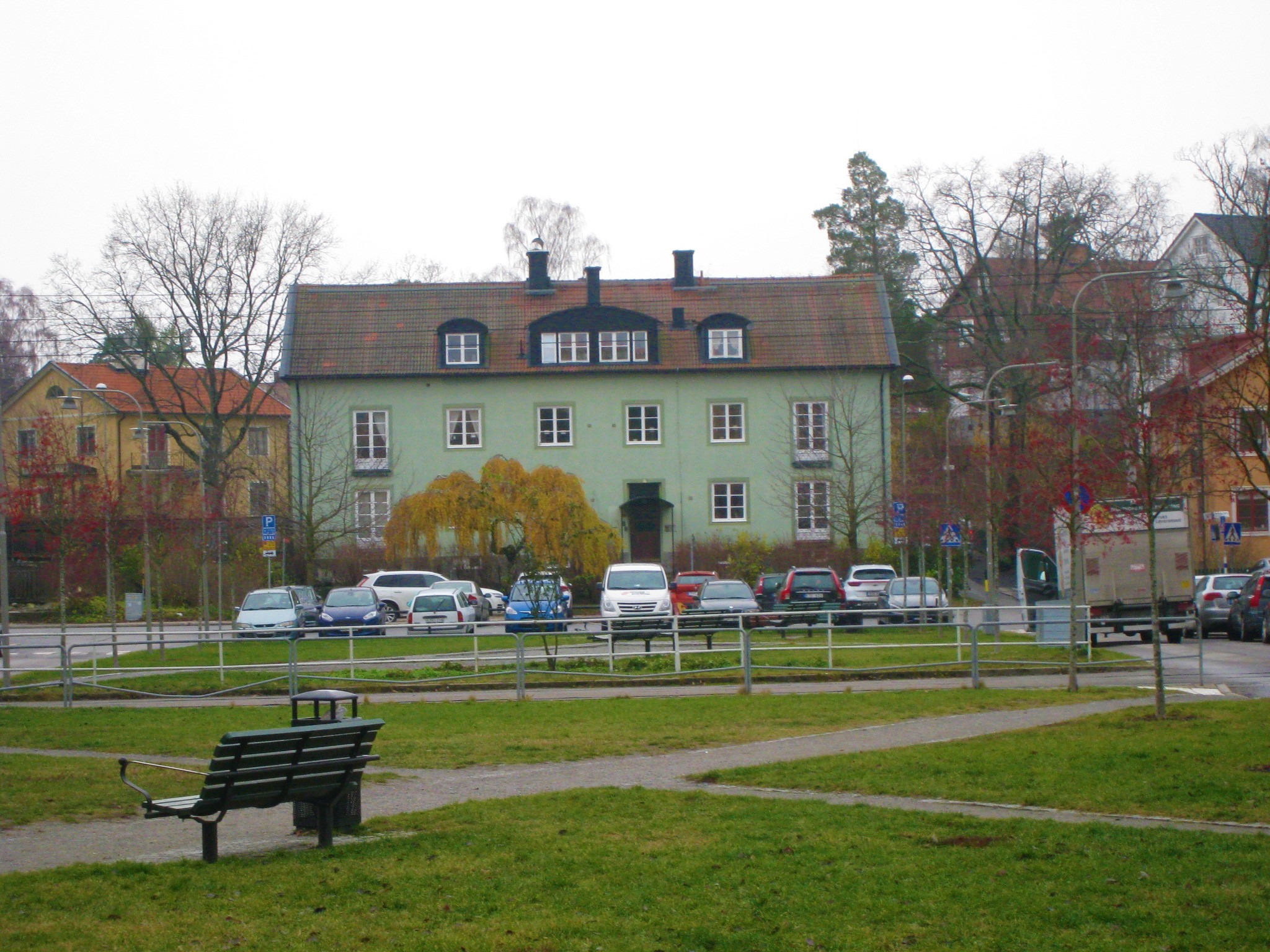
Nockebyvägen 25 gränsar i söder till Höglandstorget.
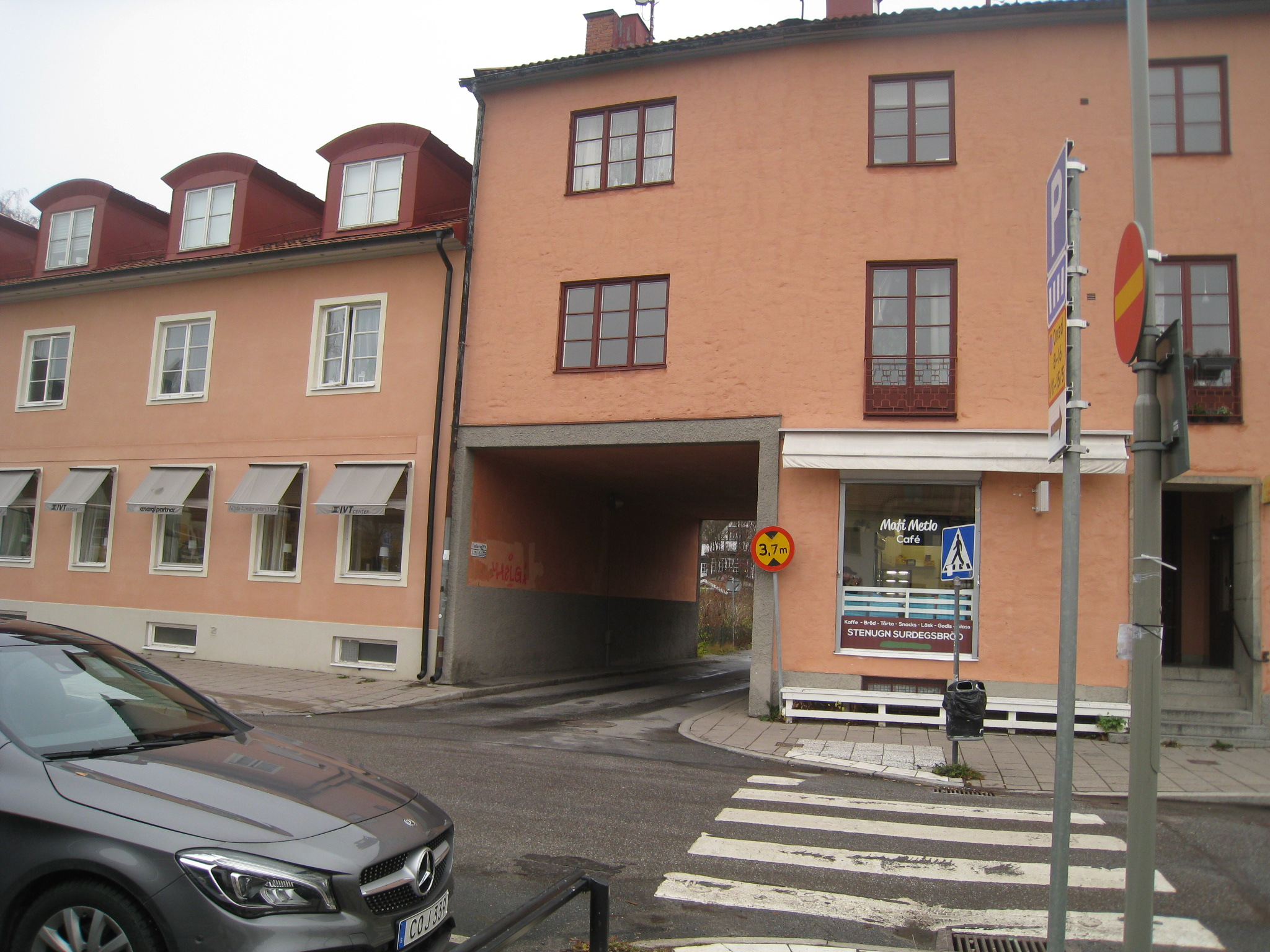
Porten in till Thaliavägen från Höglandstorget 3.
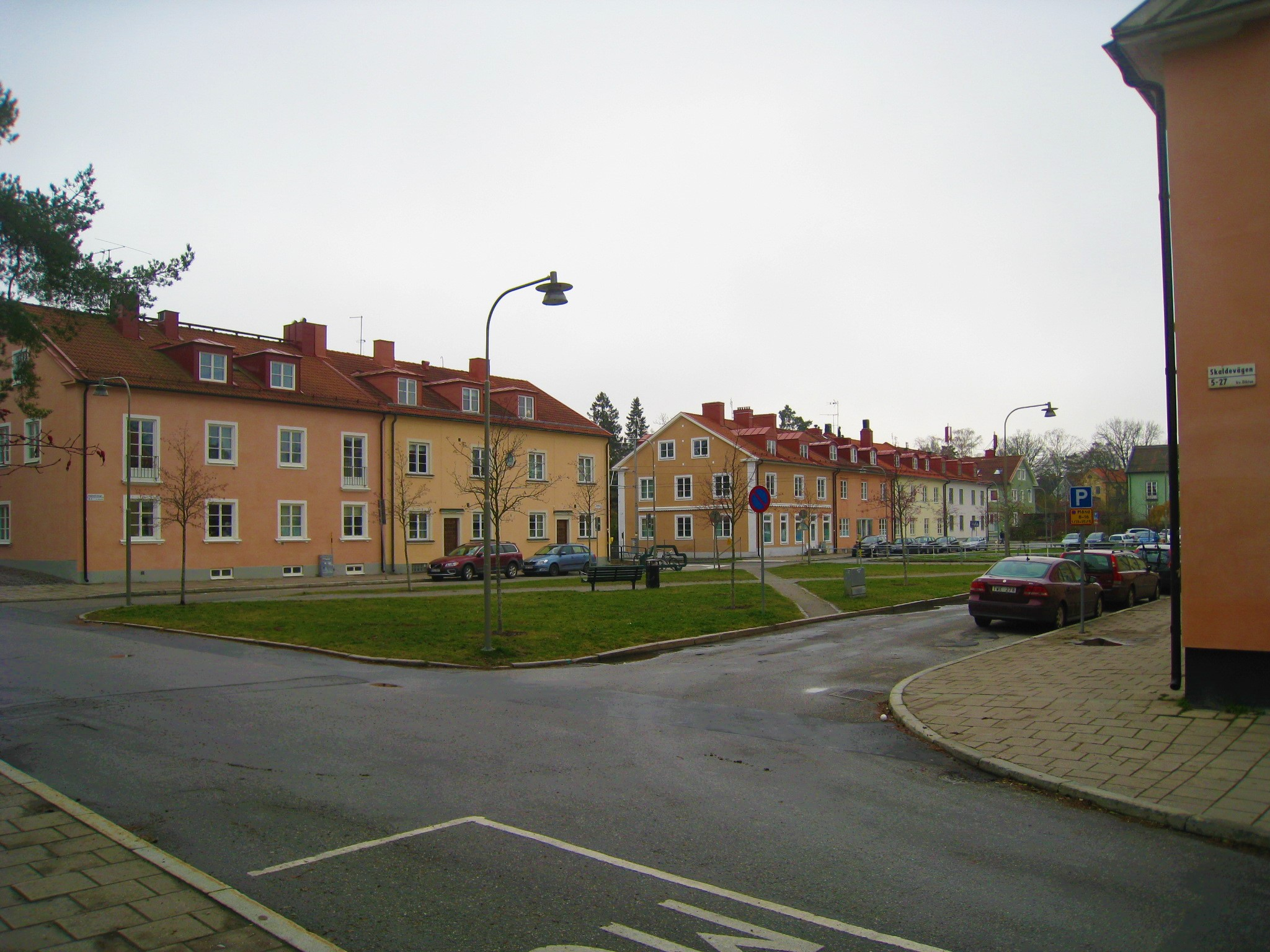
Kvarteret Tänkespråket på torgets västra sida.
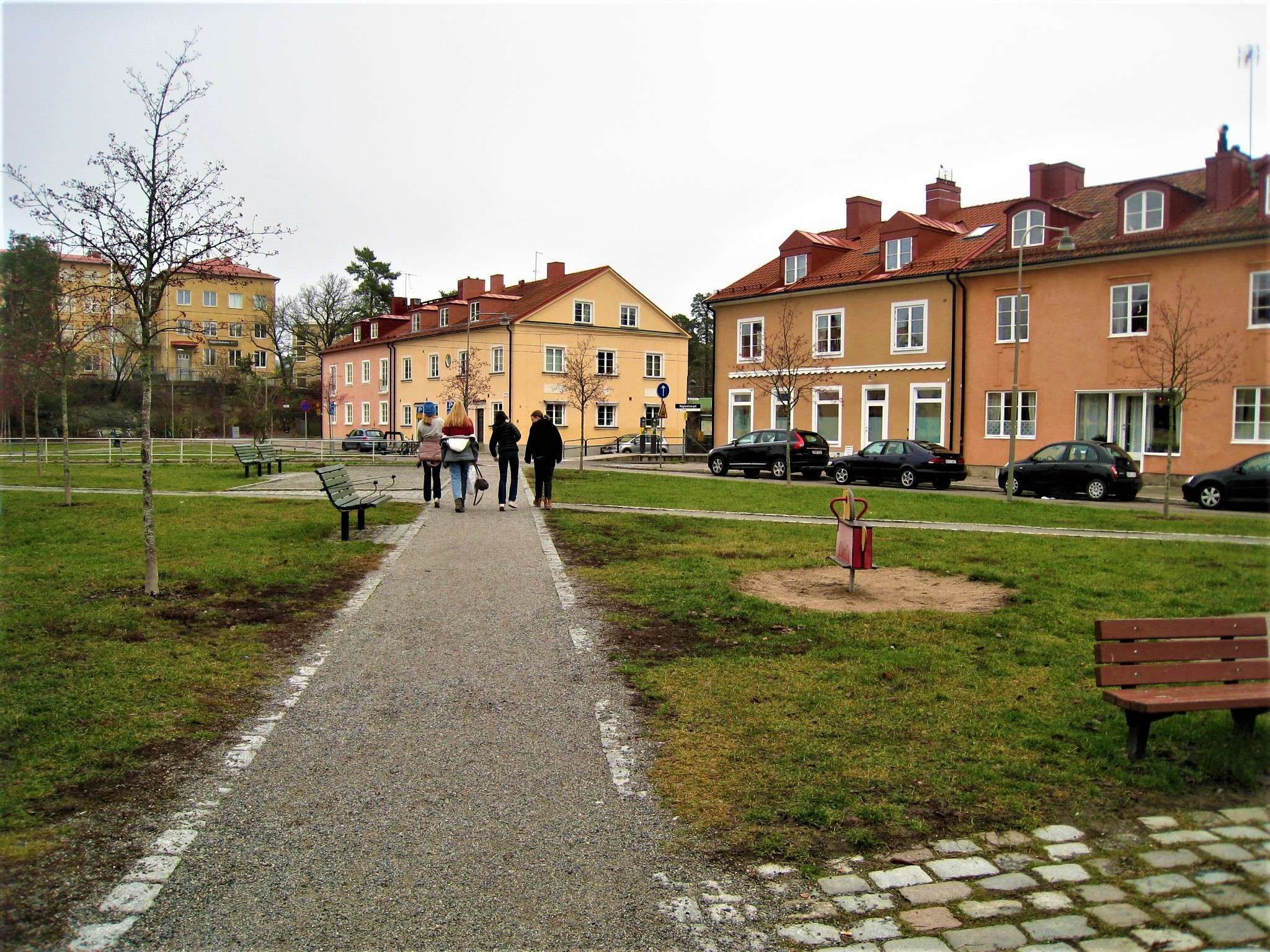
Kvarteret Tänkespråket, norra delen.
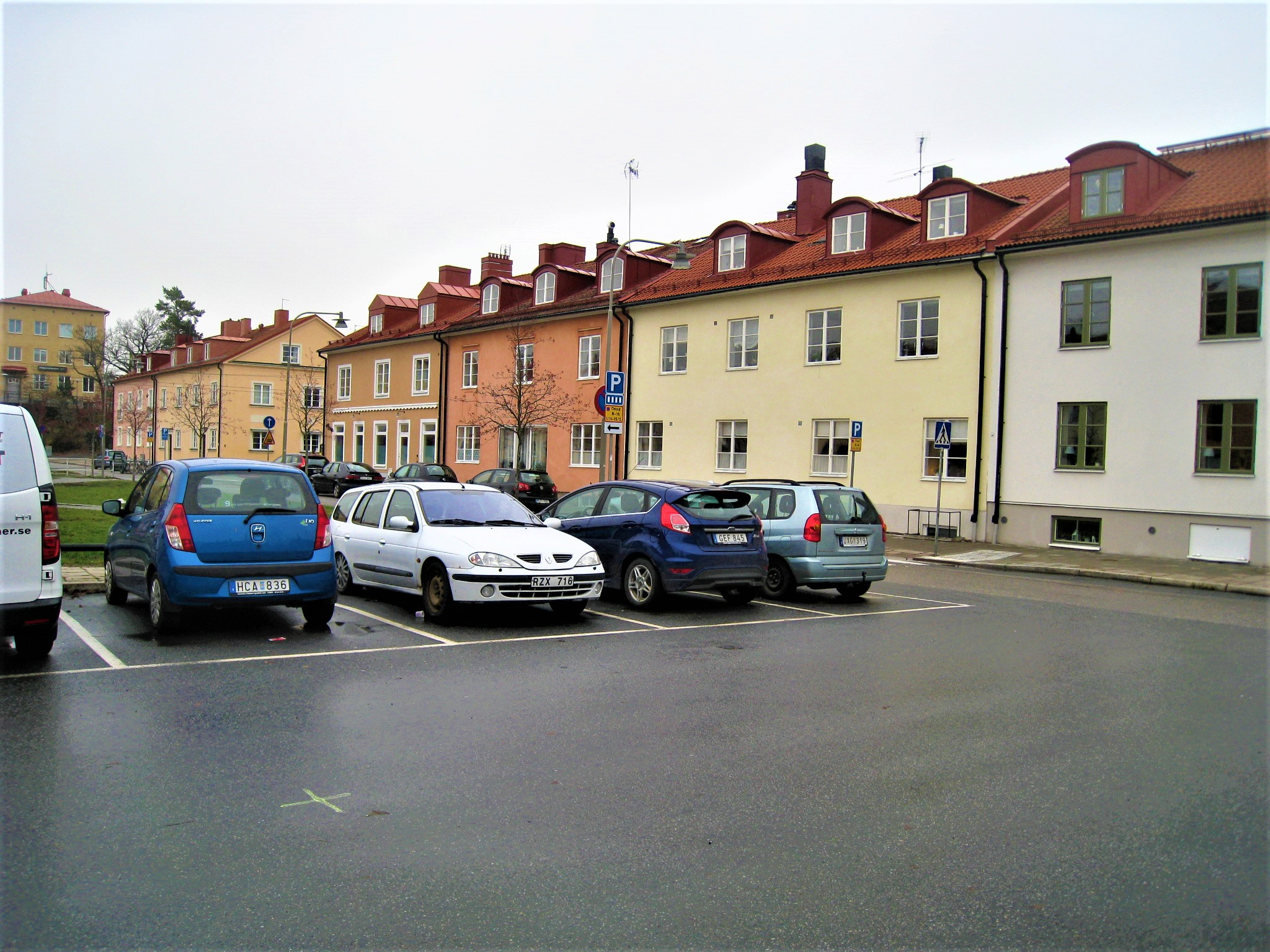
Kvarteret Tänkespråket, södra delen.
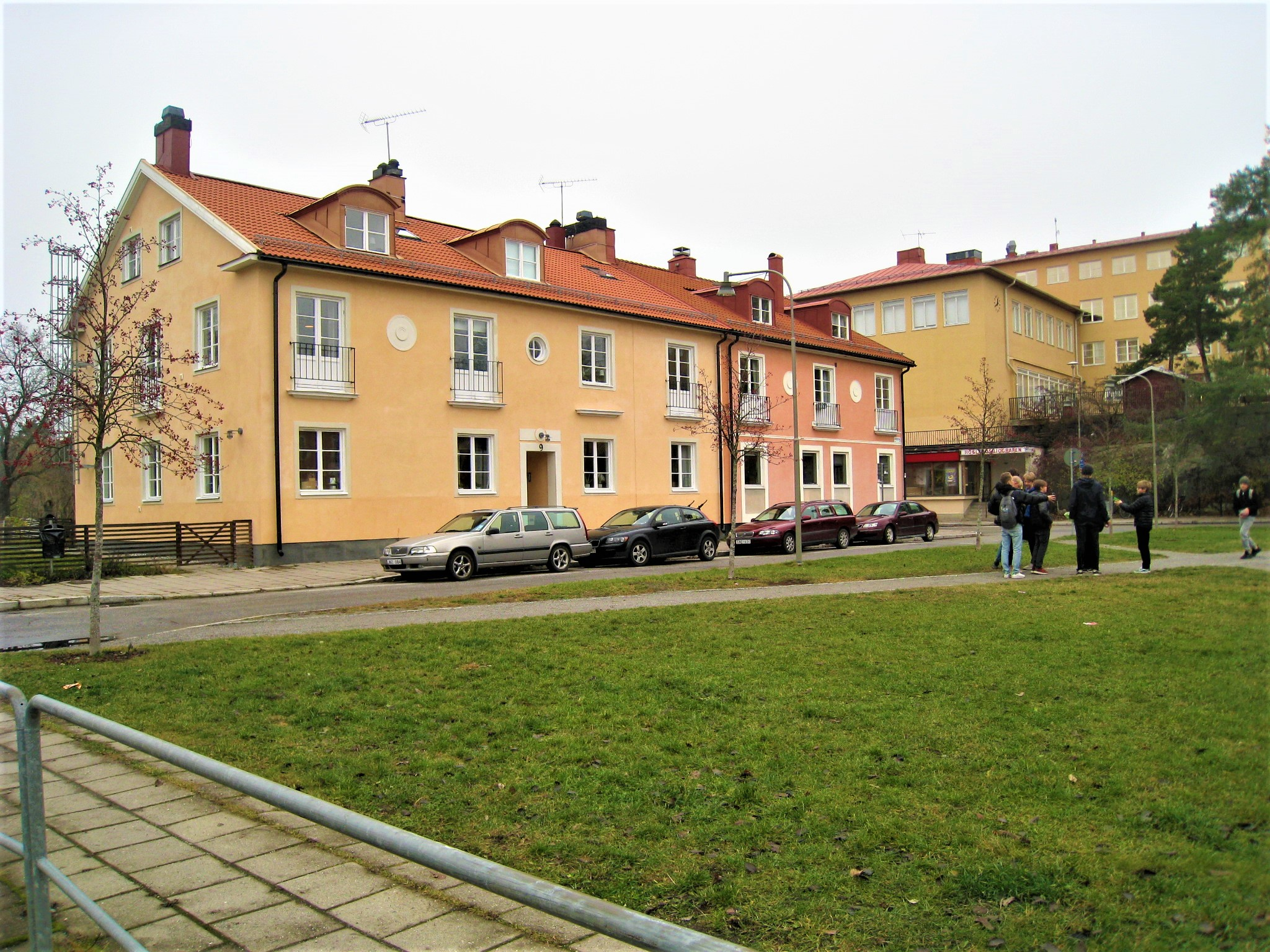
Kvarteret Dikten, norra delen.
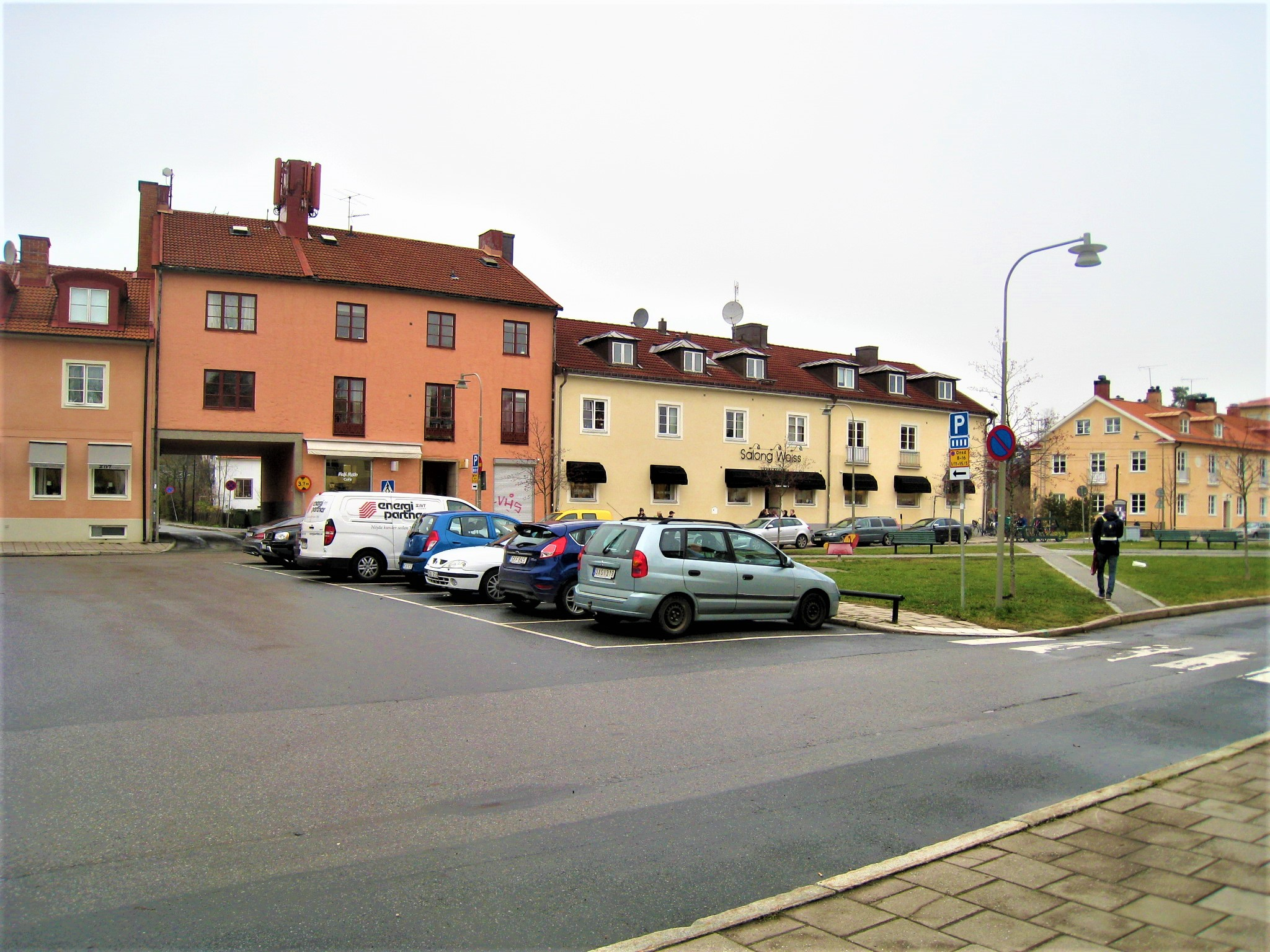
Kvarteret Dikten, södra delen.